# Cilayung (Jatinangor)
Cilayung is een bestuurslaag in het regentschap Sumedang van de provincie West-Java, Indonesië. Cilayung telt 4762 inwoners (volkstelling 2010).